# Dieci piccoli indiani (teatro)
Dieci piccoli indiani (Ten Little Niggers o Ten Little Indians o And Then There Was None) è un'opera teatrale di Agatha Christie, tratta dal suo romanzo omonimo. 
Il dramma debuttò con il titolo di Ten Little Niggers al New Wimbledon Theatre di Londra il 20 settembre 1943, per poi aprire al St James Theatre del West End il 17 novembre dello stesso anno; rimase in scena al St James fino al 24 febbraio 1944, quando il teatro fu bombardato. La produzione allora fu spostata al Cambridge Theatre dal 29 febbraio al 6 maggio, prima di tornare al St James Theatre dal 9 maggio al 1 luglio. Rimase in cartellone per 260 repliche. Nel giugno 1944 il dramma debuttò a Broadway con il titolo di Ten Little Indians e rimase in scena per 426 spettacoli. In anni più recenti il dramma viene messo in scena con il titolo più politicamente corretto di And then there was none. Dopo il più tiepido successo di Caffè nero, Dieci piccoli indiani consacrò la Christie come autrice teatrale di successo.

## Trama
L'adattamento teatrale segue abbastanza fedelmente il romanzo originale se non per il finale, in cui Vera Claythorne e Philip Lombard si salvano perché, innocenti dei crimini di cui sono stati accusati, collaborano alla soluzione del caso e finiscono per innamorarsi l'uno dell'altra.

## Personaggi
- Lawrence John Wargrave: un giudice da poco in pensione.
- Vera Elisabeth Claythorne: giovane insegnante di ginnastica che ha dovuto rinunciare al suo lavoro di governante dopo la morte del bambino da lei accudito
- Philip Lombard: un ex capitano ed esploratore dal passato turbolento e in crisi finanziaria
- Emily Caroline Brent: un'anziana signorina puritana, bigotta e dal comportamento rigido e severo, da sempre restia a mostrare compassione verso gli altri
- John Gordon Macarthur: vedovo, generale veterano della prima guerra mondiale
- Edward George Armstrong: medico chirurgo di una certa fama, chiamato sull'isola dal proprietario della casa per seguire la salute della moglie
- Anthony James Marston: avvenente e scapestrato rampollo di una ricca famiglia inglese
- William Henry Blore: un rozzo ex agente di polizia che ha intrapreso la carriera di investigatore privato
- Thomas ed Ethel Rogers: il servile maggiordomo e sua moglie